# Тазлина (Аљаска)
Тазлина (енгл. Tazlina) насељено је место без административног статуса у америчкој савезној држави Аљаска.

## Демографија
По попису из 2010. године број становника је 297, што је 148 (99,3%) становника више него 2000. године.
| Група             | 2000.      | 2010.       |
| Белци             | 99 (66,4%) | 163 (54,9%) |
| Афроамериканци    | 0 (0,0%)   | 0 (0,0%)    |
| Азијати           | 0 (0,0%)   | 1 (0,3%)    |
| Хиспаноамериканци | 4 (2,7%)   | 2 (0,7%)    |
| Укупно            | 149        | 297         |